# Märtyrer von Boston

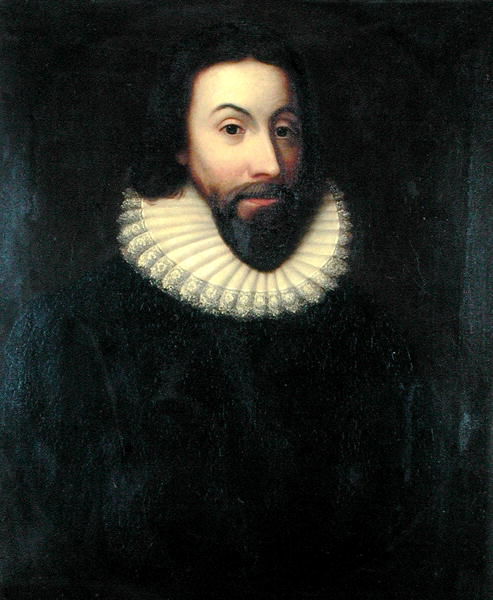
Porträt von John Winthrop

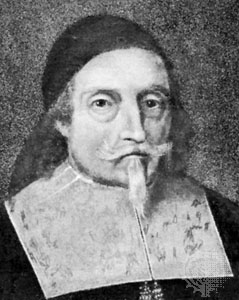
Porträt von John Endecott

Als Märtyrer von Boston werden in der Tradition der Quäker die drei englischen Mitglieder der Society of Friends Marmaduke Stephenson, William Robinson und Mary Dyer sowie der aus Barbados stammende William Leddra bezeichnet, die unter der Regierung der Massachusetts Bay Colony aufgrund ihrer religiösen Ansichten zum Tode verurteilt und durch öffentliches Hängen in den Jahren 1659, 1660 und 1661 hingerichtet wurden. Viele weitere Mitglieder der Gruppe waren in Boston zum gleichen Zeitpunkt ebenfalls zum Tode verurteilt worden, konnten ihre Strafe jedoch dahingehend umwandeln, in jeder Stadt der Kolonie ausgepeitscht zu werden.
Das Hängen von Mary Dyer an den Bostoner Galgen im Jahr 1660 markierte den Anfang vom Ende der puritanischen Theokratie und der Unabhängigkeit Neuenglands von englischen Gesetzen. 1661 verbot König Karl II. dem Staat Massachusetts explizit, Leute wegen ihrer Zugehörigkeit zum Quäkertum zu exekutieren. 1684 setzte England die Massachusetts Charter ein und entsandte 1686 einen königlichen Gouverneur, um die englischen Gesetze durchzusetzen. 1689 folgte dann ein Gesetz für eine breite Toleranz.

## Die Ursprünge von Boston
Die Siedlung Boston wurde von verbrieften Puritanischen Kolonisten der Massachusetts Bay Colony unter Leitung von John Winthrop gegründet. Der Name der Stadt wurde ihr bereits kurz nach Ankunft der Flotte von Winthrop im Jahr 1630 zugesprochen. Sie wurde nach der Stadt Boston in England benannt. Während der 1640er Jahre, als der Englische Bürgerkrieg seinen Höhepunkt erreichte, entdeckte der Gründer des englischen Quäkertums George Fox seine religiöse Berufung. Unter dem von Oliver Cromwell geführten puritanischen Commonwealth of England wurden die Quäker in England verfolgt, weshalb in den 1650er Jahren viele Quäker als Verkünder der Wahrheit verließen.

## Frühes Wirken von Mary Dyer
Mary Dyer war eine Puritanerin und lebte in der Massachusetts Bay Colony bei Boston. Im Jahr 1637 unterstützte sie Anne Hutchinson, die daran glaubte, dass Gott direkt zu einzelnen Menschen spreche und nicht nur durch die Kleriker. Sie begannen, Gruppen für Bibelstudien zu organisieren, was jedoch gegen die geltenden Gesetze in der Kolonie verstieß. Für diese antinomische Häresie wurden Mary Dyer gemeinsam mit ihrem Ehemann William, Anne Hutchinson und andere aus der Kolonie 1637/1638 ausgeschlossen. Sie zogen daraufhin zusammen mit der Religionsgemeinschaft, die sie gegründet hatten, in die Rhode-Island-Kolonie nach Portsmouth.

## Die Reise derSpeedwell
Im Jahr 1656 kamen acht Quäker, darunter Christopher Holder und John Copeland, mit einem Segelschiff namens Speedwell nach Boston. Die Speedwell war möglicherweise das Schiff, das zunächst 1620 gemeinsam mit der Mayflower Segel nach Amerika setzte, jedoch zur Rückkehr nach Plymouth gezwungen wurde, um die an Bord befindlichen Pilgerväter auf die Mayflower zu transferieren. Wie es von den Bostoner Gesetzen verlangt wurde, wurde ihre Ankunft amtlich mitgeteilt. Alle Neuankömmlinge wurden umgehend zum Gericht geführt und nach ihrer Verurteilung zur Ausweisung auf Befehl von Gouverneur John Endecott eingesperrt. Während sie im Gefängnis waren, erreichten Mary Dyer und Anne Burden die Stadt Boston und wurden ebenfalls eingesperrt. Nach elf Wochen Arrest wurden Holder, Copeland und die anderen sechs Quäker der Speedwell nach England deportiert, von wo aus sie jedoch umgehend ihre Rückkehr organisierten.

## Die Reise derWoodhouse
Im Juli 1657 landete die zweite Gruppe von Quäkern, mit dem Ziel Massachusetts, stattdessen auf Long Island. Darunter waren sechs, die zuvor auf der Speedwell gewesen waren. Sie kamen mit der Woodhouse, die von ihrem Eigner Robert Fowler aus Bridlington Quay in Yorkshire, England, gesteuert wurde. Mit ermunternden Worten wurden fünf von ihnen im niederländischen Teil von Nieuw Amsterdam an Land gesetzt, namentlich Robert Hodgson, Richard Doudney, Sarah Gibbons, Mary Weatherhead and Dorothy Waugh. Die restlichen Reisenden setzten die Reise bis Rhode Island fort.

## Konfrontationen mit Gouverneur Endecott
Mary Dyer, die 1652 gemeinsam mit Roger Williams und John Clarke nach England zurückgereist war, kam 1657 mit ihrem Ehemann erneut nach Rhode Island. Holder und Copeland kehrten nach Massachusetts zurück und überzeugten in Sandwich weitere Freunde von ihrer Sache, wurden jedoch in Salem von John Endecott verhaftet und für mehrere Monate ins Gefängnis geworfen. Nach ihrer Freilassung verhaftete man sie erneut im April 1658 in Sandwich und ließ sie auspeitschen. Im Juni gingen sie nach Boston, wo sie erneut verhaftet wurden. Holder wurde in diesem Zusammenhang als gerichtlich angeordnete Strafe das rechte Ohr abgeschnitten. Als Katherine Scott, die Schwester von Anne Hutchinson, für die beiden Partei ergriff und sie verteidigte, wurde sie ebenfalls eingesperrt und ausgepeitscht.

## Bostoner Gesetze gegen Quäker
Ende 1658 wurde mit knapper Mehrheit ein Gesetz in Massachusetts beschlossen, durch das jedes Mitglied der „Quäker-Sekte“, das kein Einwohner der Kolonie war, aber in ihrem Zuständigkeitsbereich aufgefunden wurde, ohne Vorliegen eines Haftbefehls von jedem Polizisten verhaftet und eingesperrt werden sollte. Die Verhafteten sollten umgehend unter Androhung der Todesstrafe ausgewiesen werden. Jeder Einwohner der Kolonie, welcher der Mitgliedschaft bei den Quäkern für schuldig gesprochen wurde, sollte für einen Monat ins Gefängnis geworfen werden und, falls er „stur“ bei seiner Meinung bliebe, ebenfalls unter Androhung der Todesstrafe ausgewiesen werden. Einige Mitglieder der Friends wurden unter diesen Gesetzen verhaftet und vertrieben.

## Stephenson und Robinson
Marmaduke Stephenson war 1655 ein Pflüger in Yorkshire, England, als er das Gefühl hatte, die Liebe und Gegenwart Gottes zu spüren, während er dem Pflug folgte. Daraufhin verließ er seine Familie, um dem Herrn zu dienen, und folgte im Juni 1658 einer Weissagung nach Barbados. Nach einiger Zeit hörte er dort von den neuen Gesetzen in Massachusetts und setzte nach Rhode Island über. Dort traf er William Robinson, der ebenfalls auf der Woodhouse gewesen war. Im Juni 1659 zogen beide mit zwei weiteren Freunden in die Massachusetts Kolonie, um gegen die dortigen Gesetze zu protestieren. Mary Dyer kam unabhängig von ihnen mit den gleichen Absichten dorthin. Die drei wurden verhaftet und verbannt, aber Robinson und Stephenson kamen zurück und wurden erneut verhaftet. Mary Dyer kehrte daraufhin ebenfalls zurück, um gegen die Behandlung der beiden zu protestieren, wurde aber ebenfalls verhaftet. Im Oktober 1659 verhängte Endecott über alle drei die Todesstrafe.

## Exekutionen im Boston Common
Als Tag der Hinrichtung wurde Donnerstag, der 27. Oktober, festgesetzt. Donnerstags fanden üblicherweise die wöchentlichen Treffen der Kirche in Boston statt. Die Galgen standen im Boston Common. Die Gefangenen sprachen, während sie zu den Galgen geführt wurden, jedoch wurden ihre Worte von Trommeln übertönt.
William Robinson schritt als erster die Leiter hinauf. Er sagte zu den anwesenden Leuten, dass dies der Tag ihrer Heimsuchung sei, und verlangte von ihnen, auf das Licht in ihnen zu achten, das Licht von Christus, sein Zeugnis, das er nun mit seinem Blut besiegeln würde. Dann wurde er vom puritanischen Pfarrer mit den Worten unterbrochen: “Hold thy tongue, thou art going to die with a lie in thy mouth.” („Halte er seinen Mund, er wird mit einer Lüge in seinem Mund sterben.“) Mit seinem letzten Atemzug sagte Robinson: “I suffer for Christ, in whom I live and for whom I die.” („Ich werde für Christus hingerichtet, in dem ich lebe und für den ich sterbe.“)
Als Nächstes erklomm Marmaduke Stephenson die Leiter und sagte: “Be it known unto all this day that we suffer not as evil-doers, but for conscience sake.” („Alle sollen an diesem Tag wissen, dass wir nicht als Bösewichte hingerichtet werden, sondern aufgrund unseres Gewissens.“)
In Erinnerung an diese Vorkommnisse ist der 27. Oktober zum Internationalen Tag der Religionsfreiheit erklärt worden, um sich ihrer Wichtigkeit regelmäßig bewusst zu werden.

## Exekutionen von Mary Dyer und William Leddra

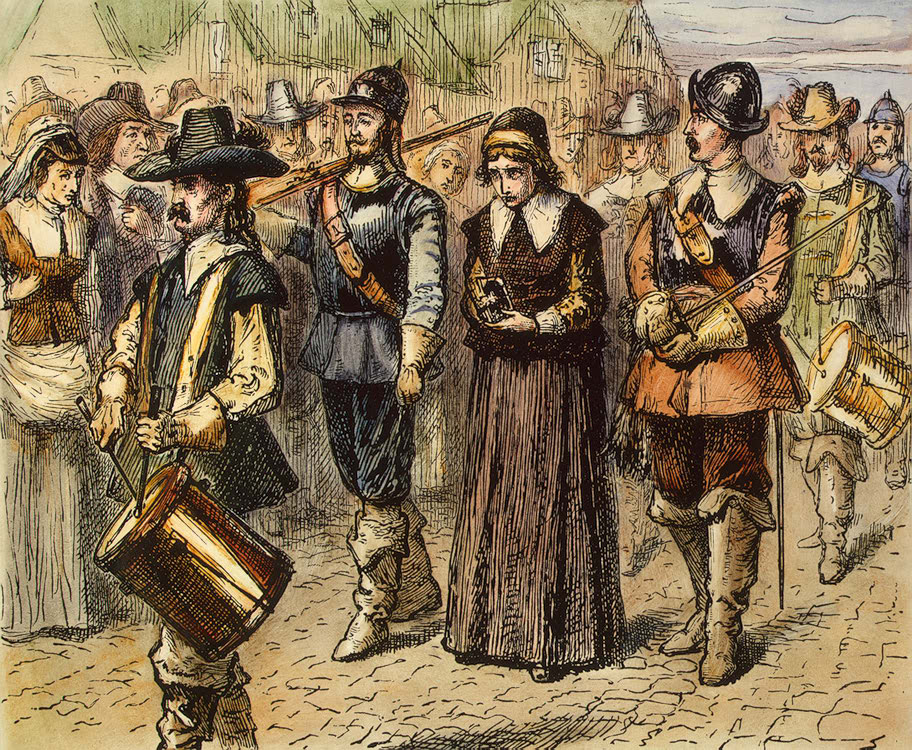
Mary Dyer led to execution on Boston Common, 1 June 1660 von einem unbekannten Künstler des 19. Jahrhunderts

Mary Dyer schritt ebenfalls die Leiter empor, doch als bereits ihr Gesicht verhüllt und der Strick um den Hals festgezurrt war, rief jemand „Stop! Begnadigt sie!“ Sie wurde daraufhin zum Gericht zurückgebracht und erneut verbannt, kehrte aber im Mai 1660 zurück. Seither waren weitere Kolonisten und Besucher zum Tode verurteilt worden, aber die Behörden vollstreckten das Urteil nicht. Zehn Tage nach ihrer Rückkehr sandte Endecott auf Bitten des Gerichts nach Dyer und fragte sie, ob sie dieselbe Mary Dyer sei, die bereits zuvor verurteilt worden war. Nachdem sie dies bestätigt hatte, wurde das Todesurteil vollstreckt. Der aus Barbados stammende William Leddra wurde am 14. März 1661 exekutiert.
Andere warteten im Gefängnis auf ihre Verurteilung, wurden jedoch freigelassen. Ein neues Gesetz wurde in Kraft gesetzt, das die Todesstrafe durch Auspeitschen in jeder Stadt der Kolonie ersetzte. Kurze Zeit später erreichte das Sendschreiben des Königs die Stadt Boston und demonstrierte die Königliche Missbilligung der Verfolgungspolitik in Massachusetts.